# Singani
Singani es una bebida alcohólica de Bolivia, con denominación de origen protegida, de la familia del aguardiente de uvas. Se elabora a partir de la destilación de vino de la uva moscatel de Alejandría. El singani fue declarado Patrimonio Cultural de Bolivia, mediante la ley 774, y es el licor destilado nacional del país.
Es originario de la zona de los valles de los departamentos de Tarija y Chuquisaca (Cinti), siendo el principal ingrediente en muchos cócteles tradicionales bolivianos, como el Chuflay, Poncho Negro, Sucumbé y el Yungueñito.
Entre las principales marcas de singani, se encuentran: Casa Real, Los Parrales, Insignia, Rujero, San Pedro Oro, San Remo, San Mateo, Camargo, Santa Lucía, etc.

## Etimología
El nombre de singani debe su origen a una antigua hacienda de San Andrés, ubicada en el municipio de San Lucas de  provincia de Nor Cinti en el departamento de Chuquisaca, que se llamaba "Siwingani". La evidencia lingüística sugiere que la palabra "singani" proviene de la palabra "siwingani" del idioma nativo aymara. Debido a que la representación en alfabeto latino de los sonidos del aymara es aproximada, esta palabra se escribe alternativamente como "sivingani", "siwinkani" y variantes similares. Sivinga o siwinga es la palabra para "junco" (familia Cyperaceae), una planta ribereña que se encuentra en los valles andinos protegidos de los extremos climáticos. El sufijo “ni” significa “el lugar de”, lo que se convierte en “el lugar donde crecen los juncos”. Con la llegada del asentamiento europeo, la palabra nativa se redujo mediante síncopa (fonética) a “singani”.
El hilo conductor del étimo es el nombre de lugar nativo prehistórico, seguido de los asentamientos precolombinos con ese nombre en esos lugares, la fundación de misiones en esos sitios, la producción de vino, el surgimiento de haciendas con ese nombre, la producción de licor y el comercio de ese licor hacia la ciudad de Potosí.

## Historia
El Singani es una bebida alcohólica boliviana, de la familia del aguardiente de uvas. Se elabora a partir de la destilación de vino de la uva moscatel de Alejandría. Originario de los valles secos de Bolivia, este ingrediente es el principal componente de muchos cócteles tradicionales bolivianos, entre los cuales destaca el Chuflay. Además, se utiliza ampliamente en la cocina y la repostería.

### Antecedentes

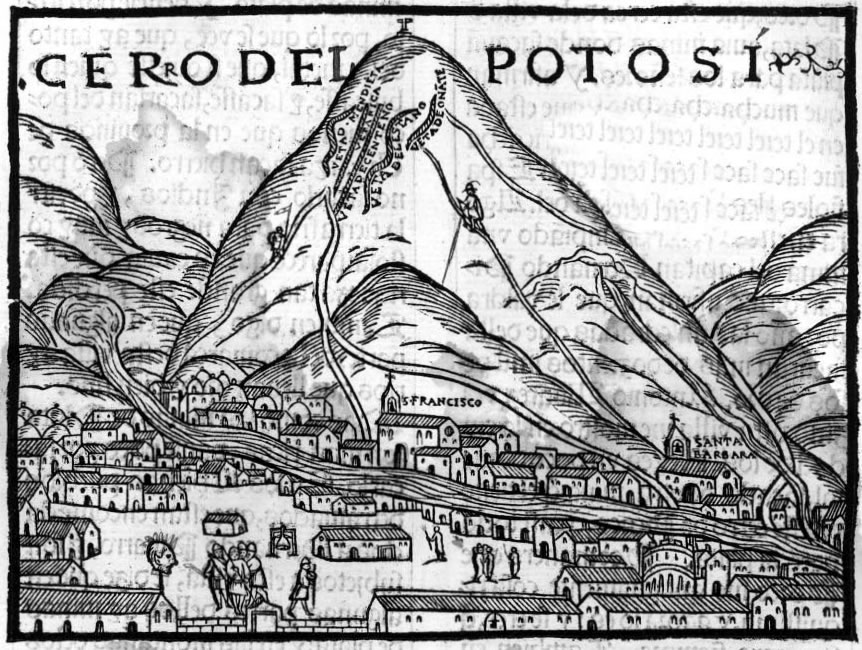
Primera imagen del Cerro Rico de la ciudad de Potosí (1553).

Basado en estudios genéticos, dos variedades seminales de uva fueron introducidas en América ya en 1520 por inmigrantes españoles que llegaron a través de las Islas Canarias, donde estas variedades estaban bien establecidas: Moscatel de Alejandría y Misión. Después de que la primera llegara al Virreinato de Nueva Castilla (hoy Perú y Bolivia), dio origen a variedades modernas como la Criolla y Torrontés, que se utilizan hoy en día en licores destilados y vino.
Los exploradores españoles bajo el mando de Francisco Pizarro llegaron al imperio incaico en 1528. Ellos y las órdenes religiosas que los acompañaban entraron en las tierras al sur de Cuzco casi inmediatamente después. Para 1538, mientras el Bajo Perú aún estaba inestable debido a la guerra, se comenzaron a fundar ciudades españolas oficiales como la futura arquidiócesis en la actual ciudad Sucre, en lo que hoy es Bolivia. En 1545 se descubrió una masiva veta de plata en el Cerro Rico, cerca de Potosí. Debido a la importancia de este yacimiento, ya que casi toda la plata del imperio español provenía de allí, la Corona Española y las misiones aliadas prestaron especial atención a la zona, lo que resultó en el establecimiento de un mayor número de asentamientos religiosos en el área general. Durante este período, el creciente pueblo minero de Potosí se convirtió en la Villa Imperial de Potosí, en ese momento una de las ciudades más grandes y ricas del mundo, y con mucho, la ciudad más grande de América. Fue así que durante la época colonial, tras la expansión de la explotación minera de plata en el Cerro Rico de Potosí, los españoles comenzaron el cultivo de la vid en los valles al sur de Potosí y en el valle de Cinti.
Las vides fueron introducidas en los valles montañosos de Bolivia por misioneros españoles que llegaron ya en 1530, y la producción de vino en Bolivia se conoce por primera vez en esos lugares. La necesidad de vino fue impulsada por los requisitos de la liturgia eucarística, y donde había una misión, probablemente se intentaba la producción de vino. El rango de fechas para el inicio de la producción de vino en Bolivia va desde aproximadamente la década de 1530 hasta la de 1550 (las vides tardan varios años en madurar), lo que corresponde aproximadamente al inicio de la producción de vino en los vecinos Perú y Chile. Se cree en general que el nombre "singani" para el licor destilado surgió en ese período, durante la segunda mitad del siglo XVI, posiblemente derivado de una finca llamada “Singani” o “Sinkani”, o de la región del valle de los Cintis, donde las primeras cepas de vid fueron plantadas en la Viña de San Pedro Mártir.
La mayor parte del licor destilado en las colonias españolas se llamaba aguardiente, y muchos de los nombres de licores actuales en América se adoptaron solo a partir del siglo XVII o más tarde. Tres factores convencerían a los comerciantes de licores bolivianos del siglo XVI de etiquetar su producto: para aquellos que pudieran dominarlo, el mercado masivamente grande y generador de riqueza de la cercana Potosí; la llegada de productos competidores de aguardiente del Bajo Perú; y un nombre comercial confiable, singani, bajo el cual su licor de uva podría ser comprado y vendido.
Las tres áreas probables donde comenzó el uso de la palabra singani se extienden en un arco desde Potosí hasta el camino real español que conectaba Lima y Buenos Aires (parcialmente basado en la red vial incaica). El cantón Sivingani en la actual provincia de Mizque fue un centro de misión religiosa y productor de vino a principios de la década de 1540. Un asentamiento nativo llamado Sivingani se encontraba al lado del río Uruchini en el municipio de San Lucas en la actual provincia de Nor Cinti, en un área conocida como los Cintis, y se cree que estaba produciendo vino y licor a base de uva ya en la década de 1550. Otra área incluye asentamientos con nombres de lugares en el valle de T'uruchipa, el valle de Vicchoca y Santiago de Cotagaita. Las misiones agustinas estaban activas en estas áreas alrededor de 1550 y se encuentran entre los lugares más cercanos al centro minero de Potosí, que era el monumental consumidor de singani en aquellos días.
Después de la fundación de Potosí en 1545, los colonos españoles viajaban desde allí hacia el valle de los Cintis para dar a luz, ya que Potosí era demasiado frío y socialmente turbulento. Esto creó una conexión temprana entre esta región vinícola y la villa imperial. Posteriormente, los residentes de Potosí que adquirieron riqueza fundaron villas en el valle de los Cintis. Para 1585, esta área se había convertido en el principal centro de producción de vino y singani, iniciando muchas de las primeras empresas comerciales no monásticas. Entre ellas, la bodega San Pedro, ubicada en el actual municipio boliviano de Camargo, es considerada la primera bodega de Bolivia. Esta bodega es conocida por producir singani utilizando métodos tradicionales que fueron introducidos por los primeros misioneros durante la época colonial. Durante el siglo XVI, Turuchipa figuraba como proveedor de "vinos endebles" a Potosí, mientras que Cinti entregaba vino y licor destilado. En ese tiempo, se observaba que cada hogar en Potosí poseía de ocho a diez "cántaros" o jarras similares a ánforas de bebida alcohólica. Esto, sumado a las estimaciones de población de entre 100.000 y 200.000 habitantes, da una idea de la demanda general de vino, chicha y licor en ese momento y lugar.
En el siglo XVII, la región de la ciudad de Tarija, en la actual Bolivia, se convirtió en un proveedor de frutas para la industria del singani. Para el siglo XX, Tarija se había convertido en el principal proveedor, y los fabricantes de vino y singani comenzaron a consolidar sus negocios allí. Por ejemplo, el destacado destilador Kuhlmann trasladó sus operaciones de la región de Cinti a Tarija en 1973, siendo uno de los primeros en hacerlo. Los productores de Tarija se modernizaron utilizando equipos y métodos europeos, y pronto desplazaron a otros centros de producción. Hoy en día, la mayor parte de la industria de la uva, el vino y el singani de Bolivia está centrada en Tarija. Sin embargo, desde el año 2000 ha habido un resurgimiento del interés en la región original de Cinti, y existen varios pequeños productores en esa zona que están revitalizando marcas antiguas.

### Actualidad

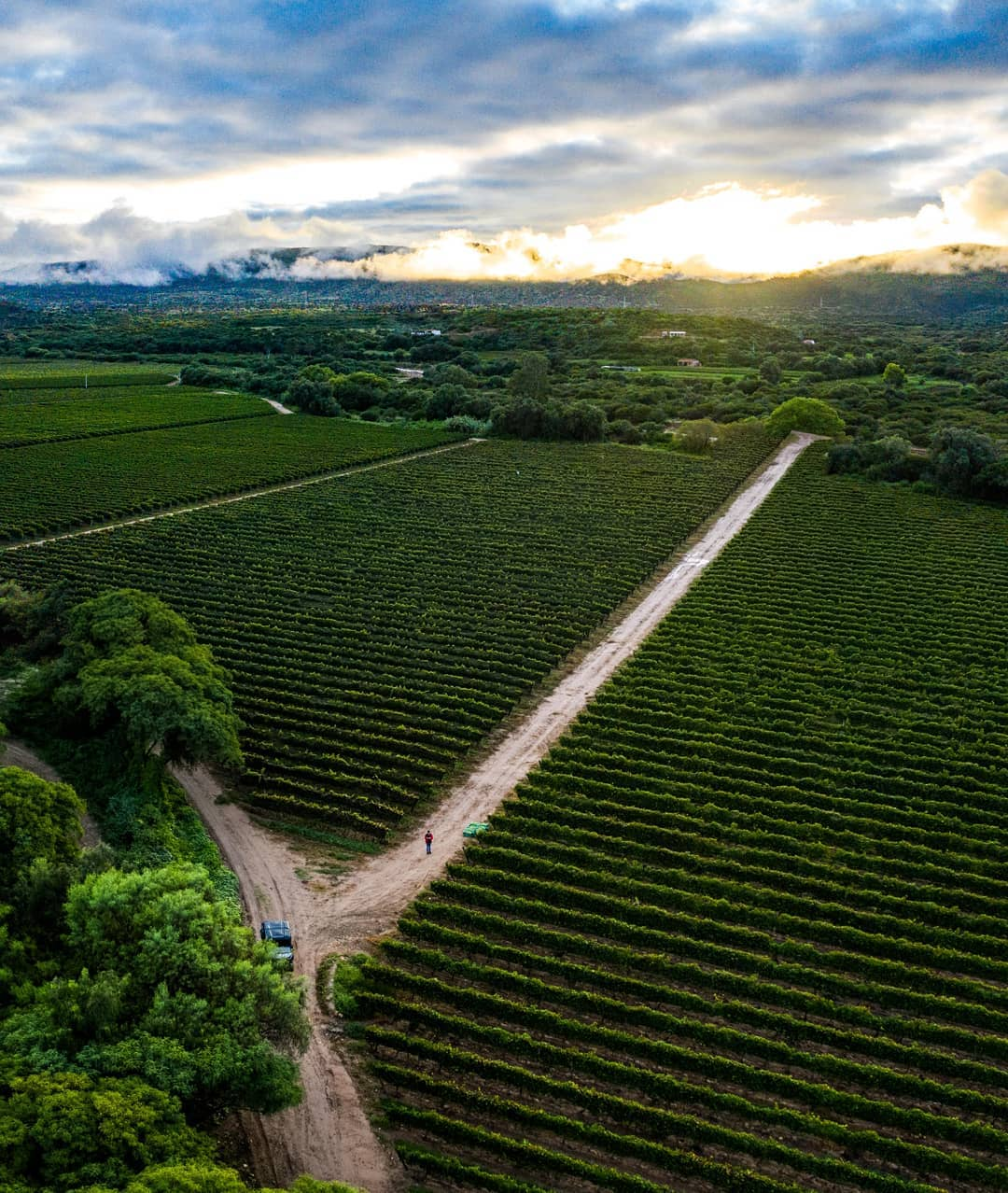
Viñedos en el Valle Central de Tarija, sur de Bolivia.

El 4 de mayo de 1992 se decretó la Ley N°1334 sobre las Denominaciones de Origen en Bolivia, con el objetivo de definir al Singani junto a sus regiones de origen.
Las principales marcas de Singani son Casa Real, Los Parrales, Tres Estrellas y Rujero que se comercializan en el mercado boliviano, y Singani 63 que se comercializa sólo en Estados Unidos.
En 2020 el gobierno de Estados Unidos reconoció al singani como un producto distintivo de Bolivia, por lo que dejará de ser comercializado con la denominación de brandy en el mercado de ese país. En agosto de ese año todavía el Viceministerio de Comercio Exterior de Bolivia gestiona para que en Estados Unidos el singani se empiece a comercializar como una categoría propia con el objetivo de amplificar el mercado de exportación.

## Elaboración

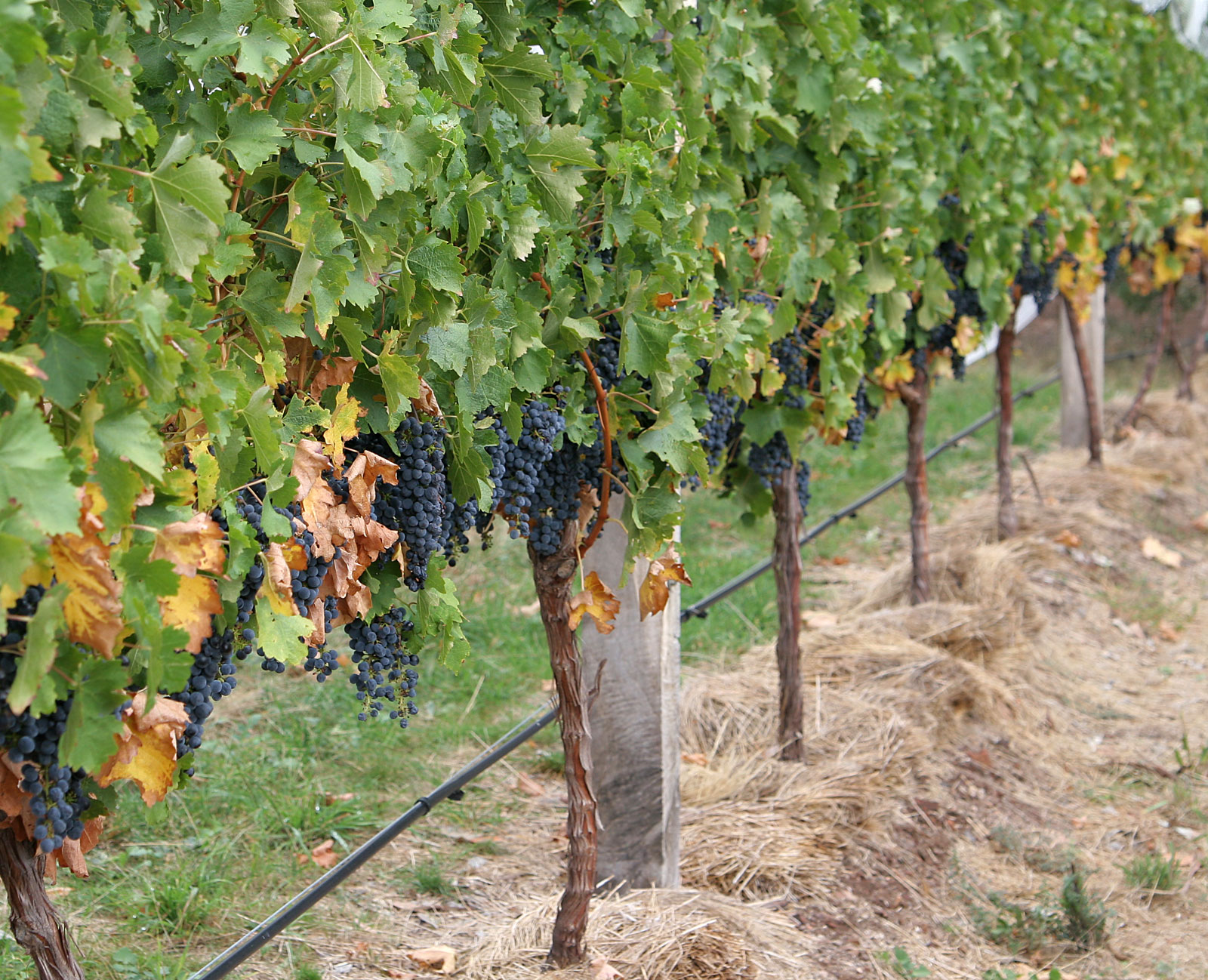
Viñas moscatel

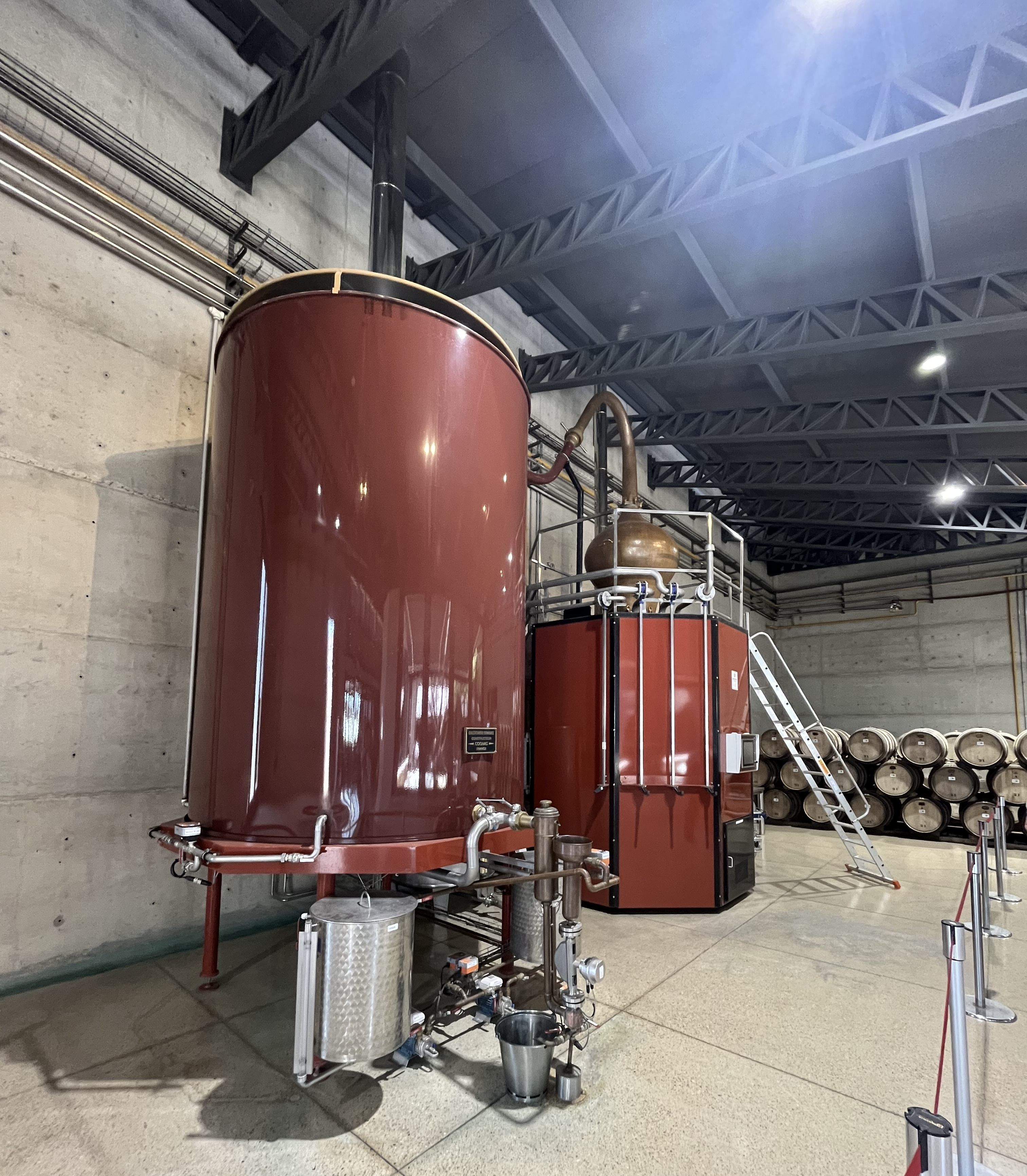
Destilador de singani.

El Singani tiene como materia prima la uvas moscatel de Alejandría. Tras la cosecha de uvas, se pasa un proceso de estrujado (mecánico o artesanal), cuyo producto es llevado a las cubas de fermentación, para obtener un vino base, que luego pasará a una etapa de destilación en los alambiques.
En las cubas se da un proceso bioquímico de fermentación alcohólica en el que la glucosa proveniente del azúcar natural de la uva, es transformada en ácido pirúvico formando un éster. Esta última molécula pierde dióxido de carbono al expulsar por un mecanismo biológico, propio de las levaduras, el grupo funcional carboxilo del ácido pirúvico. El etanol formado, posteriormente acepta dos protones provenientes del NADH y del liberado en la etapa inicial de la glicólisis, transformándose, en etanol o alcohol de consumo humano.
Para lograr ello, pequeñas levaduras naturales contenidas en la cáscara del fruto digieren un gramo de azúcar y lo convierten en medio gramo de alcohol y medio gramo de dióxido de carbono. El proceso demora siete días. 
El productor controla que no se apague la fermentación y que las temperaturas del mosto no se eleven exageradamente ya que la fruta perdería su aroma natural, que es el que le da el carácter final del singani. Terminada la fermentación se lleva nuevamente por canaletas hasta el alambique para iniciar la destilación.
La técnica y arte de la destilación consiste en regular el aporte externo de energía (calor), para conseguir un ritmo lento y constante, que permita la aparición de los componentes aromáticos deseados en el momento adecuado. El proceso se desarrolla en dos fases: la vaporización de los elementos volátiles de los mostos, y la condensación de los vapores producidos.
Con la destilación, se obtiene un producto de alrededor de 70° y, al igual que en la elaboración del pisco chileno, se ajusta su graduación alcohólica agregándole agua pura.

### Legislación
Las agencias involucradas en el control y supervisión del singani son Instituto Boliviano de Normalización y Calidad (IBNORCA), una entidad encargada de la publicación de normativas, Servicio Nacional de Sanidad Agropecuaria e Inocuidad Alimentaria (SENASAG), que se encarga de la aplicación de esas normativas, y Centro Nacional Vitivinícola (CENAVIT), un laboratorio nacional y brazo de investigación. FAUTAPO es una fuente de financiamiento internacional para el estudio, la educación, la promoción y el desarrollo de la industria de la uva, el vino y el singani en Bolivia.

## Denominación de origen

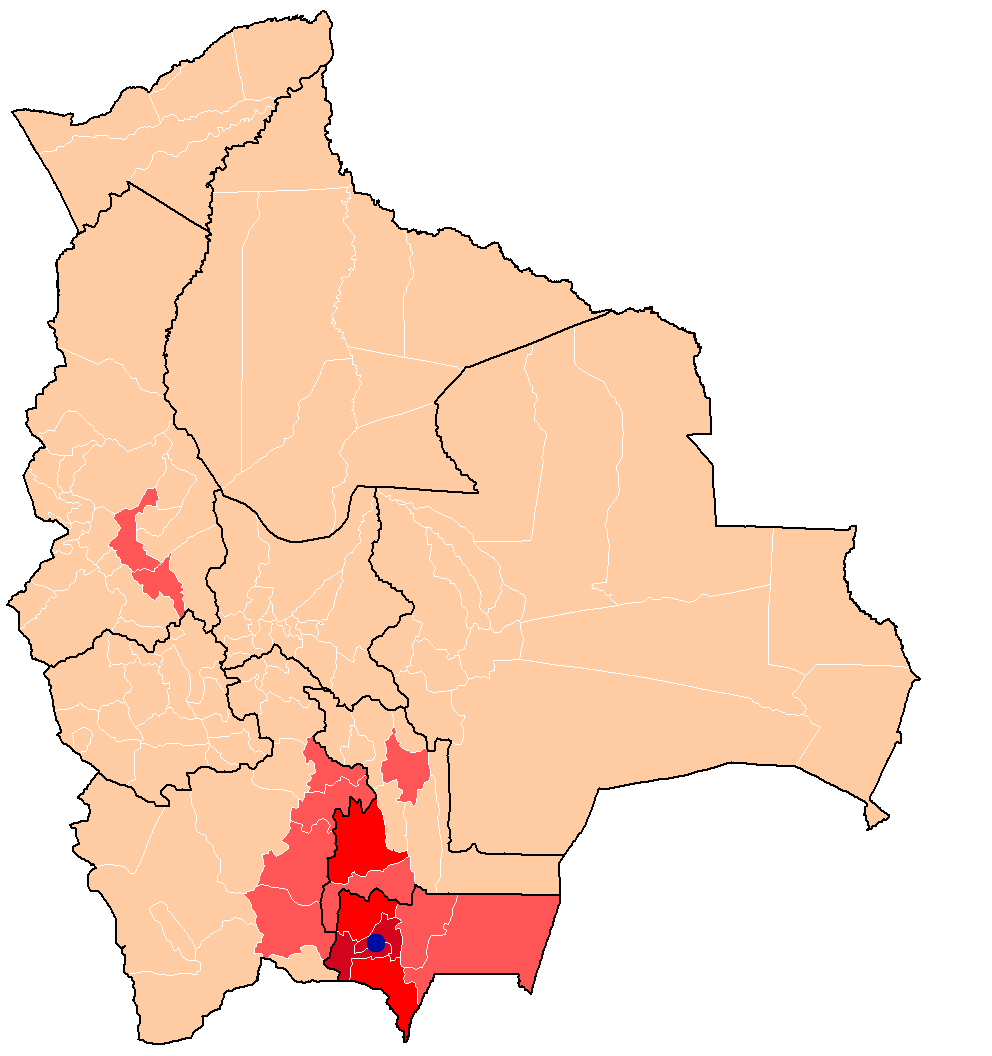
Mapa de Bolivia mostrando los puntos de producción en la actualidad.

El Singani es una denominación de origen, controlada, reconocida internacionalmente por varios países, que designa al aguardiente de uva Moscatel de Alejandría elaborado en algunas regiones de Bolivia, sobre todo en el valle central de Tarija.
La Ley N°1334 sobre las Denominaciones de Origen, de 4 de mayo de 1992, define al Singani como "aguardiente obtenido por la destilación de vinos naturales de uva fresca producida, destilados y embotellados en las zonas de producción de origen" (artículo 10).
Las zonas legalmente definidas para los viñedos y destilerías que producen singani incluyen provincias en cuatro de los nueve departamentos de Bolivia. La ley 1334 establece que la denominación de origen Singani está reservada para los aguardientes embotellados y producidos en el Valle Central del departamento de Tarija, los valles de las provincias de Nor Cinti, Sud Cinti y Tomina en el departamento de Chuquisaca, Sapahaqui, Luribay y las provincias de Loayza y Murillo en el departamento de La Paz, los valles de Turuchipa, Santiago de Cotagaita, Vicchoca, Tumusla, Poco Poco, Tirquibuco y Oroncota de las provincias de Nor Chichas, Sud Chichas, Cornelio Saavedra y Linares en el departamento de Potosí y otras zonas de producción de Bolivia a establecerse en el futuro.

## Tipos de singani

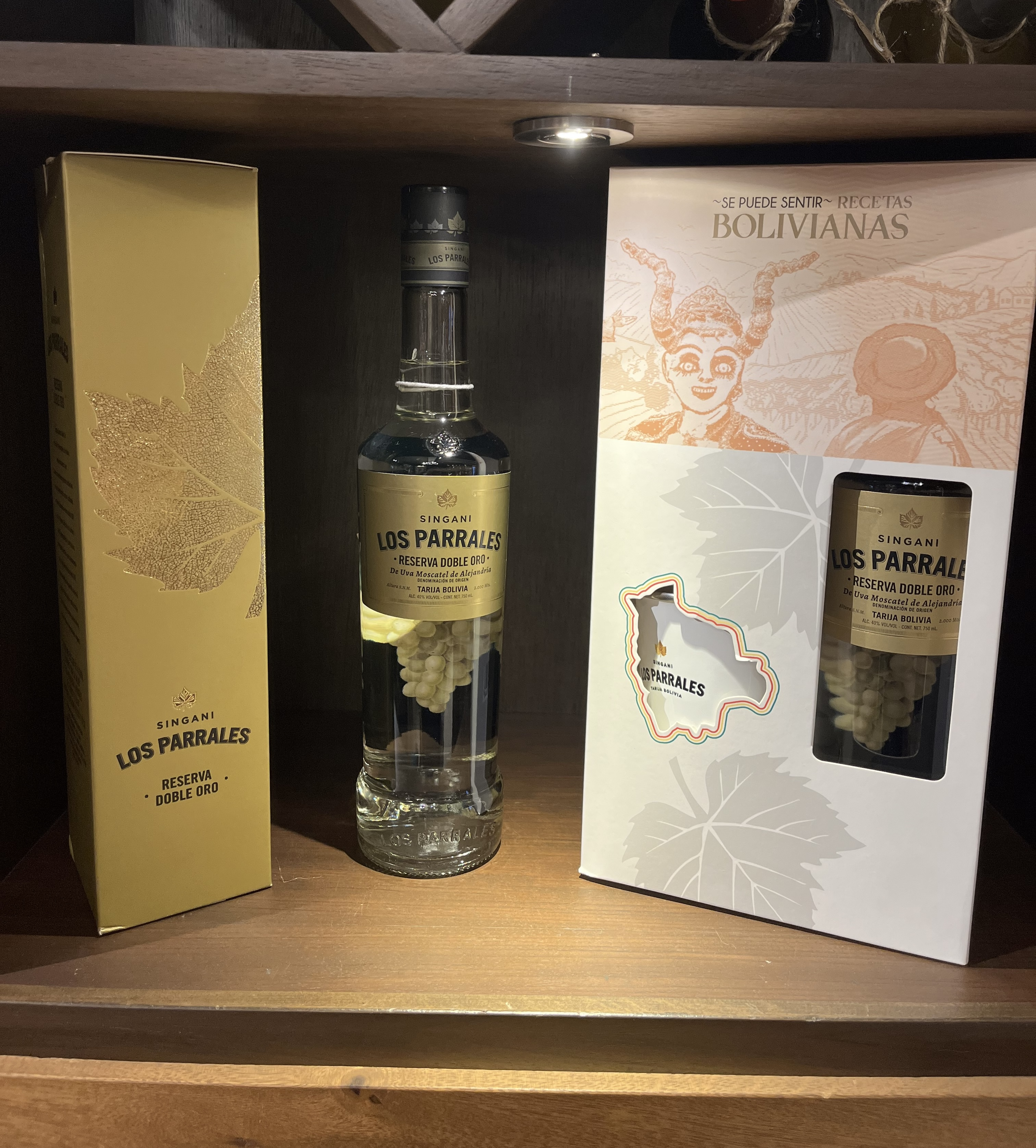
Botellas de singani de la bodega Los Parrales.

Existen diferentes tipos de singani, cada uno con características específicas. El Gran Singani, también conocido como Singani de Altura, es el producto obtenido mediante destilación simple o doble de vinos producidos exclusivamente a partir de la fermentación alcohólica de la uva Moscatel de Alejandría, cultivada a una altura mínima de 1.600 metros m s. n. m., según lo estipulado en el Decreto Supremo 25569. Este tipo de singani debe ser elaborado, destilado, embotellado y/o añejado en barricas de roble francés dentro de las zonas de denominación de origen.
Por otro lado, el Singani de Primera Selección es una bebida alcohólica obtenida de la fermentación alcohólica de una o varias variedades de Vitis vinifera blancas, siguiendo prácticas enológicas adecuadas. Este singani también debe ser producido, destilado y embotellado dentro de las zonas de denominación de origen. Finalmente, el Singani de Segunda Selección se obtiene de la fermentación alcohólica de orujos no prensados de una o varias variedades de Vitis vinifera, y al igual que los otros tipos, debe ser producido, destilado y embotellado en las zonas de denominación de origen.

## Prácticas enológicas permitidas
En las prácticas enológicas permitidas, la vinificación se refiere a la fermentación alcohólica total o parcial de la uva fresca, ya sea molida o no, o del mosto simple o virgen. Para la conservación del mosto, se pueden emplear tanto procedimientos físicos, como el tratamiento por frío, calor, atmósfera inerte (anhídrido carbónico o nitrógeno) y ultrafiltración, como químicos, incluyendo la adición de anhídrido sulfuroso o su sal de potasio para estabilizar biológicamente los mostos.
La acidificación de mostos y vinos está permitida mediante la adición de ácidos tartárico y/o málico en los mostos, y ácido tartárico, láctico y/o cítrico en los vinos, buscando así una composición equilibrada (disminución de pH). Por otro lado, la desacidificación puede lograrse mediante tratamiento por frío, adición de carbonato de calcio, tartrato neutro de potasio, carbonato o bicarbonato de potasio, o, en mostos destinados a concentración, con resinas de intercambio iónico para aumentar el pH.
En cuanto al enriquecimiento de mostos, se permiten procedimientos como la chaptalización para corregir deficiencias en el contenido de azúcar. Para el tratamiento clarificante, se pueden adicionar sustancias con propiedades clarificantes de origen mineral y orgánico, como bentonita, caolín, albúmina de huevo, hemoglobina, caseína, caseinatos de potasio o calcio, gelatinas o sílice coloidal, que favorecen la precipitación de materias en suspensión.
El tratamiento con enzimas es otra práctica permitida, donde se pueden adicionar enzimas a la uva, mosto y vino para facilitar la degradación de pectinas, la extracción de materias colorantes y sustancias aromáticas. Además, se permite el uso de levaduras para inducir, regularizar y conducir el proceso de fermentación, así como la adición de nutrientes como fosfatos, sulfatos, carbonatos, bicarbonato de amonio, vitaminas y activadores de crecimiento para activar la multiplicación de levaduras.
Para garantizar la estabilidad del producto, se puede utilizar ácido ascórbico o su sal de potasio como agente antioxidante del mosto y del vino, y ácido sórbico o su sal de potasio para estabilizar biológicamente los vinos con azúcar residual, completando la acción antiséptica del anhídrido sulfuroso. En la filtración, se permite el uso de productos filtrantes como tierras de diatomeas, perlitas, pastas polvos o placas de celulosa, siempre y cuando sean de grado alimenticio y no alteren la composición original del producto.
Finalmente, se permite el uso de agua para reducir el grado alcohólico del singani obtenido en la destilación, siempre cuidando la calidad físico-química y sensorial para evitar la transmisión de olores o sabores extraños al producto final.

## Prácticas prohibidas
En la elaboración de vinos base para singanis de altura, se prohíbe estrictamente la adición de azúcar. Como agente antiséptico y antioxidante, se utiliza anhídrido sulfuroso, ya sea en forma gaseosa, en solución acuosa o como su sal de potasio. Asimismo, cualquier manipulación o tratamiento destinado a alterar las cualidades originales del producto, como la adición de alcohol potable para corregir su grado alcohólico, está prohibido. Además, la producción y el fraccionamiento de singani deben realizarse exclusivamente en las zonas geográficas de origen autorizadas, garantizando así la autenticidad del producto.

## Uso
Desde su creación a mediados o finales del siglo XVI, el singani se ha consumido frecuentemente tal como es, siendo la cultura de cócteles introducida solo en el siglo XIX.
En algún momento de 1800, ingenieros ferroviarios de Gran Bretaña y Estados Unidos comenzaron a construir vías en las naciones andinas, incluyendo Bolivia. Un favorito del siglo XIX en Gran Bretaña era el "gin on gin" o ginebra con cerveza de jengibre alcohólica. Al no poder conseguir ninguno de estos ingredientes en el país, los expatriados británicos improvisaron con singani y cualquier bebida burbujeante que tuvieran a mano. El término ferroviario "shoofly" (quizás derivado de "short fly") se refiere a un tramo corto de vía construido como solución temporal a la línea principal y es jerga para "solución alternativa". Así, la mezcla de singani y bebida burbujeante se denominó "shoofly". Al ser impronunciable para los locales, se transformó en "chuflay", que sigue siendo el cóctel favorito basado en singani. Otras mezclas tradicionales son el "yungueñito", cóctel de tumbo, y el "té con té", que significa "té con trago", es decir, té caliente con "trago" (una bebida alcohólica), ya sea singani o alcohol de caña puro. Esta proto "bebida mezclada" era una parte esencial de los largos viajes en las montañas en autobuses sin calefacción, y tiene seguidores incluso en las partes tropicales de Bolivia.